# Alcoa (bedrijf)

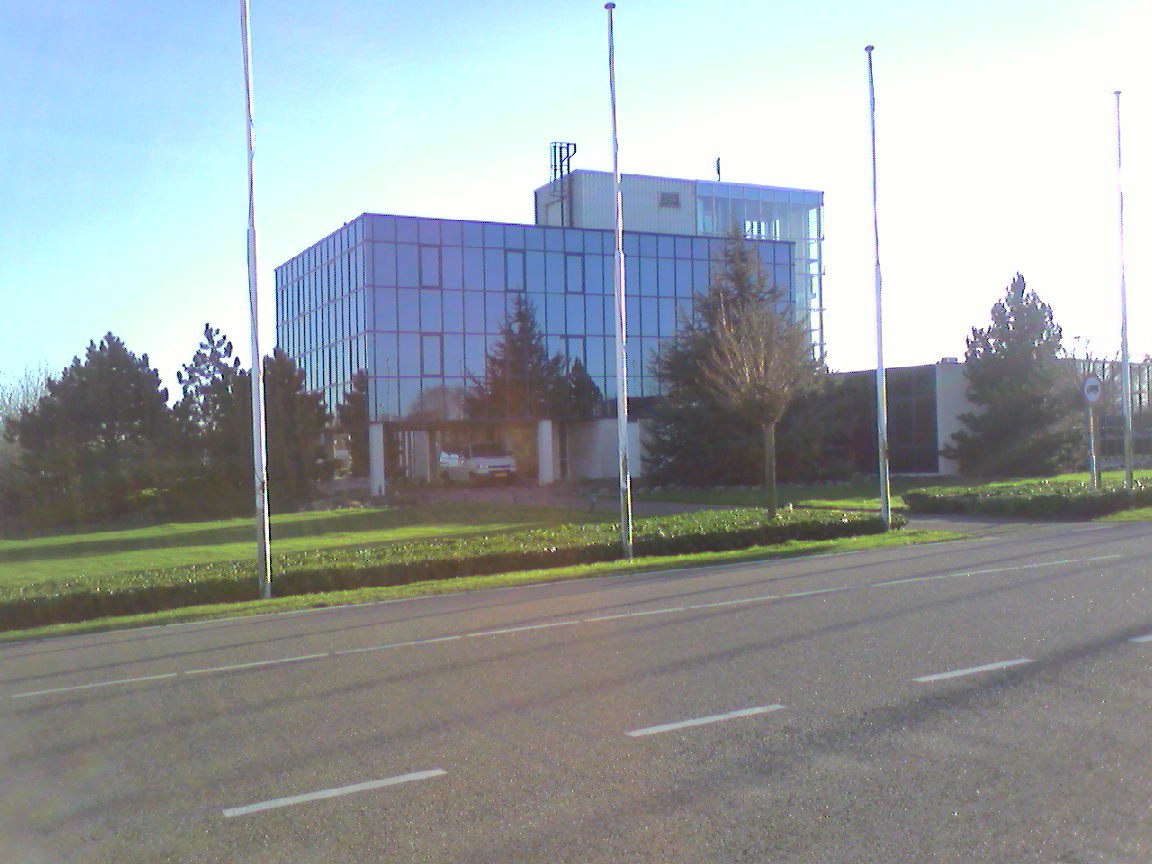
Kantoorgebouw op het terrein van de voormalige vestiging van Alcoa in Drunen

Alcoa is een Amerikaanse aluminiumproducent. Het is een van de wereldleiders in aluminiumproductie. Vanaf 1 november 2016 is het bedrijf gesplitst en ging het andere bedrijfsonderdeel verder als Arconic.

## Geschiedenis
Alcoa Inc. werd op 1 oktober 1888 in Pittsburgh opgericht door Charles Martin Hall, en heette destijds Pittsburgh Reduction Company. Hij ontdekte een mogelijkheid om aluminium te produceren door middel van electrolyse. Deze ontdekking, nu het Hall-Héroult-proces genoemd, is zijn nog altijd een zeer belangrijke methode voor de productie van aluminium uit aluminiumoxide. 
In 1907 werd de bedrijfsnaam gewijzigd in Aluminum Company of America. Later werd de verkorte naam Alcoa ingevoerd. In 1912 werd het bedrijf voor het eerste actief in Europa. Na de Eerste Wereldoorlog verwierf Alcoa het octrooi voor duraluminium van Alfred Wilm, wat leidde tot andere aluminiumlegeringen. Op 31 juli 1925 werden de aandelen van het bedrijf genoteerd op de New York Curb Exchange, een voorloper van de New York Stock Exchange.
In 1928 had het bedrijf de helft van de wereldwijde productiecapaciteit van aluminium in handen. In juni 1928 werden de internationale activiteiten van het bedrijf ondergebracht in een nieuwe onderneming, Aluminum Limited of Canada. In 1966 wijzigde deze de naam in Alcan en werd overgenomen door de Rio Tinto Group in 2010.
In 1938 beschuldigde het Amerikaanse ministerie van Justitie Alcoa van illegale monopolisering. Alcoa had deze positie bereikt door interne groei en niet door de overnames van andere ondernemingen. Het ministerie eiste dat het bedrijf zou worden ontbonden. Tijdens de Tweede Wereldoorlog kwamen er twee nieuwe producenten op de markt, Reynolds en Kaiser, om aan de vraag naar aluminium te voldoen. Pas tegen het einde van de oorlog werd de zaak afgehandeld zonder dat Alcoa werd opgesplitst.
In 1958 werd Alcoa in Suriname actief met de winning van bauxiet. Suralco werd opgericht voor de realisatie van de Brokopondo-overeenkomst. In deze overeenkomst lagen afspraken vast met betrekking tot investeringen in mijnen, een bauxietsmelter en een waterkrachtcentrale. Het was de eerste internationale activiteit van Alcoa sinds 1928.
In 1998 werd Alumax gekocht voor US$ 3,8 miljard, inclusief US$ 1 miljard aan bestaande schulden. Alumax was toen de vijfde producent van aluminium wereldwijd, en was met name actief in ontwikkelende landen als China en India. Na de overname telde Alcoa zo'n 100.000 medewerkers en behaalde een jaaromzet van US$ 17 miljard. Met een productie van 3,8 miljoen ton aluminium was het tweemaal zo groot als Alcan, nummer twee op de wereldranglijst.
Twee jaar later werd Reynolds Metals Company overgenomen, deze overname had een waarde van US$ 4,4 miljard. Alcan had ook interesse om Reynolds Metals te kopen, maar Alcoa bood meer. Om goedkeuring voor de overname te krijgen, moesten enkele onderdelen worden afgestoten, maar het belang van 56% in de Worsley aluminiumoxideraffinaderij in Australië, een belang van 50% in een raffinaderij in Stade (Duitsland) en de raffinaderij in Corpus Christi in Texas gingen over naar Alcoa.
In 2001 nam het een minderheidsbelang van 8% in Aluminium Corporation of China (Chalco), toen de grootste aluminium producent van de Volksrepubliek China. De poging om tot een strategische alliantie te komen mislukte en op 12 september 2007 verkocht Alcoa zijn belang voor ongeveer US$ 2 miljard.
In 2008 werden de verpakkings- en consumentenactiviteiten, voorheen een onderdeel van Reynolds Metals, verkocht voor US$ 2,7 miljard aan de Rank Group in Nieuw-Zeeland. Met de verkoop ging zo'n 10% van de jaaromzet over naar de nieuwe eigenaar en bijna 10.000 medewerkers.
In september 2015 werd een splitsing bekendgemaakt":
- de Upstream Company gaat zich richten op mijnbouwactiviteiten en de productie van aluminium. Dit onderdeel blijft de naam Alcoa behouden, maar wel als Alcoa Corporation en niet als Alcoa Inc.. Hier werken zo'n 17.000 mensen die een omzet van ruim US$ 13 miljard realiseren.[7]
- de Value Add Company zich gaat toeleggen op de ontwikkeling van materialen voor technisch hoogwaardige producten.[7] Dit onderdeel gaat verder onder de naam Arconic. Dit onderdeel telt ongeveer 43.000 medewerkers en een omzet van US$ 14,5 miljard.[7]

Op 1 november 2016 werd de splitsing afgerond en kwam een einde aan een 128 jaar lange historie als geïntegreerd aluminiumbedrijf.
In februari 2024 deed Alcoa een bod op de Australische partner Alumina Limited. Op 11 maart bereikten de twee overeenstemming waarmee de transactie kan doorgaan. De twee kennen elkaar goed en werken al lange tijd samen als partners in de joint venture Alcoa World Alumina and Chemicals (AWAC). Alcoa wil de overname betalen met eigen aandelen en het bod heeft een geldwaarde van zo'n US$ 2,2 miljard. Als de transactie wordt afgerond op deze voorwaarden, dan krijgen de voormalige aandeelhouders van Alumina Limited een aandelenbelang van 31,25% in het vergrote Alcoa.

## Activiteiten
Alcoa beschikt over eigen bauxietmijnen, produceert aluinaarde en heeft fabrieken voor de productie van aluminium. Australië is het belangrijkste land voor Alcoa wat de bauxietwinning betreft. Hier wordt driekwart van al het bauxiet geproduceerd door AWAC. Van alle aandelen AWAC is 60% in handen van Alcoa en Alumina Limited heeft de overige 40%. Veruit het grootste deel van al het bauxiet wordt verwerkt in eigen fabrieken tot aluinaarde. Alcoa produceert meer aluinaarde dan het zelf nodig heeft, slechts een derde wordt zelf verwerkt tot aluminium en de rest wordt verkocht. 
Bij de aluminiumproductie wordt veel energie gebruikt, ongeveer 25-30% van de totale kosten, en Alcoa beschikt over eigen waterkrachtcentrales of koopt elektriciteit in op basis van lange termijn contracten. Door de opkomende concurrentie, onder andere vanuit de Volksrepubliek China, en de gestegen kosten voor elektriciteit heeft Alcoa sinds 2007 een derde van de smeltercapaciteit verkocht of gesloten en zijn de meeste efficiënte smelters behouden. Per jaareinde 2022 had het bedrijf een smeltercapaciteit van 3 miljoen ton per jaar. Het aluminium wordt verder verwerkt tot platen voor vliegtuigen en motorvoertuigen en de verpakkingsmiddelenindustrie.
In 2022 werd bijna de helft van de omzet gerealiseerd met leveringen uit de Verenigde Staten en een kwart uit Nederland. Vanaf 2021 worden de verkopen uit IJsland en Noorwegen toegerekend aan Nederland. Ongeveer 70% van de omzet wordt behaald met de verkoop van onbewerkt aluminium. De verkoop van aluinaarde leverde een omzetbijdrage van bijna 30% en het kleine restant was gelijk verdeeld over de verkopen van bauxiet en elektriciteit.
In 2022 had het bedrijf activiteiten in negen landen.

### België
In België had Alcoa vestigingen in Brussel, Erembodegem (Aalst), Turnhout en Paal. Alleen de laatste is nog over.

### Nederland
Sinds 1967 is Alcoa actief in Nederland. Alcoa Nederland B.V., in 1968 gestart als joint venture met Elkem en Lips, is sinds 1989 volledig eigendom van Alcoa. Het bedrijf heeft vestigingen te Waalwijk en Harderwijk.

### Suriname
In Suriname is Alcoa actief via Suralco, met vestigingen in Afobaka, Moengo en Paramaribo. Te Paranam bevindt zich een verwerkingsfabriek die voor 55% eigendom is van Suralco en voor 45% van BHP Billiton. In 2010 besloot BHP Billiton, na 71 jaar actief te zijn geweest in het land, de mijnoperaties te staken. Suralco nam het 45% aandeel van het bedrijf in de joint venture over. In september 2015 werd de sluiting van de fabriek aangekondigd.

## Resultaten
Vanaf 2005 is een duidelijk efficiency verhoging binnen Alcoa zichtbaar. De productie van aluminiumproducten, gemeten in tonnen, bleef nadien min of meer gelijk, maar het aantal werknemers is gehalveerd. In 2016 werd Arconic afgesplitst hetgeen de halvering van de omzet en de forse reductie van het aantal medewerkers verklaard. Het grote verlies in 2019 was een gevolg van een lagere productie en verkoopprijzen, maar ook door hogere reorganisatiekosten, deze laatste bedroegen ruim US$ 1 miljard versus zo'n US$ 0,5 miljard in 2018.
| Jaar      | Omzet  | Nettoresultaat | Aluminium producten (×1000 ton) | Opbrengst (in US$/ton aluminium) | Werknemers |
| --------- | ------ | -------------- | ------------------------------- | -------------------------------- | ---------- |
| 1960      | 859    | 56             |                                 |                                  | 47.400     |
| 1970      | 1545   | 122            |                                 |                                  | 48.600     |
| 1980      | 4786   | 505            |                                 |                                  | 46.800     |
| 1990      | 11.162 | 945            |                                 |                                  | -          |
| 2000      | 22.936 | 1484           | 3539                            | n.b.                             | 142.000    |
| 2005      | 26.159 | 1233           | 5459                            | 2044                             | 129.000    |
| 2010      | 21.013 | 254            | 4757                            | 2356                             | 59.000     |
| 2011      | 24.951 | 611            | 5037                            | 2636                             | 61.000     |
| 2012      | 23.700 | 191            | 5197                            | 2327                             | 61.000     |
| 2013      | 23.032 | −2285          | 4994                            | 2243                             | 60.000     |
| 2014      | 23.906 | 268            | 4794                            | 2406                             | 59.000     |
| 2015      | 22.534 | −121           | 4537                            | 2069                             | 60.000     |
| 2015 (pf) | 11.199 | −793           | 3227                            | 2092                             | 14.000     |
| 2016      | 9318   | −346           | 3147                            | 1862                             | 14.000     |
| 2017      | 11.652 | 559            | 3356                            | 2224                             | -          |
| 2018      | 13.403 | 871            | 3268                            | 2484                             | -          |
| 2019      | 10.433 | −854           | 2859                            | 2141                             | 13.800     |
| 2020      | 9286   | −14            | 3016                            | 1915                             | 12.900     |
| 2021      | 12.152 | 570            | 3007                            | 2879                             | 12.200     |
| 2022      | 12.451 | 38             | 2570                            | 3457                             | 13.000     |
| 2023      | 10.551 | −773           | 2491                            | 2828                             |            |